# Варнгау
Варнгау (нім. Warngau) — громада в Німеччині, знаходиться в землі Баварія. Підпорядковується адміністративному округу Верхня Баварія. Входить до складу району Місбах.
Площа — 51,28 км2. Населення становить 3863 ос. (станом на 31 грудня 2020).